# Welsleben
Welsleben ist ein Ortsteil der Gemeinde Bördeland im Salzlandkreis in Sachsen-Anhalt. Bis zum 28. Dezember 2007 war Welsleben eine selbstständige Gemeinde in der auf 21,70 km² 1835 Einwohner lebten (31. Dezember 2006).

## Geografie
Welsleben ist der nördlichste Ortsteil von Bördeland und liegt 15 km vom Zentrum der Landeshauptstadt Magdeburg sowie 7 km von der Stadt Schönebeck (Elbe) entfernt. Der Ort liegt inmitten des ertragreichen Bodens der Magdeburger Börde. Während das umliegende wellige Gelände von West nach Ost von 94 zu 84 m N.N. und Süd nach Nord von 117 zu 84 m abfällt, liegt der Ortskern auf einer Höhe von 81 m. Im Ortsgebiet liegen südlich der 123 m hohe Bierschberg und nördlich der 116 m hohe Frohser Berg. Im Zentrum von Welsleben beginnt der 7 km lange Röthegraben, der beim Schönebecker Ortsteil Frohse in die Elbe mündet.

## Geschichte

### Mittelalter
Die Entstehung des Ortes Welsleben wird in die Zeit der Thüringer Besiedlung des westlichen Elbegebietes zwischen 300 und 530 n. Chr. datiert. Die erste urkundliche Erwähnung stammt von 826 im Zusammenhang mit einer Schenkung des kaiserlichen Legaten Aito an das Reichskloster Corvey. In der Schenkungsurkunde wird der Ort Waldeslef genannt. Später taucht auch die Bezeichnung Waldisleif auf. 937 schenkte König Otto I. Waldislevo dem Magdeburger Mauritiuskloster, das die Grafschaft Mühlingen mit dem Ort belehnte. Im Zuge der Auseinandersetzungen zwischen Staufern und Welfen Anfang des 13. Jahrhunderts erlitt Welsleben erstmals erhebliche Zerstörungen, der auch die hölzerne Kirche zum Opfer fiel. Sie wurde 1225 durch einen Neubau ersetzt. 1240 wurde das Domkapitel Magdeburg Lehnsherr. Es verkaufte das Gut Welsleben an den Ritter Otto von Welsleben, dessen Nachkommen das Rittergut 1371 wieder an das Domkapitel zurückgaben. 1484 erfolgte eine Belehnung des Ritterguts an die Familie von Pletz. Als erster evangelischer Geistlicher amtierte ab 1545 Pfarrer Engelbert Hertius. Sein Nachfolger Adam Ripkogel gründete 1560 in Welsleben eine Knabenschule.

### Vom Dreißigjährigen Krieg bis zum 19. Jahrhundert
Im Dreißigjährigen Krieg erlitt Welsleben schwere Schäden. Am 21. Oktober 1622 brach im Dorf ein Großfeuer aus, das 25 Höfe vernichtete. Kaiserliche Truppen quartierten sich am 25. Oktober 1625 in Welsleben ein und plünderten die Einwohner aus. Im Dezember 1631 zog das schwedische Heer plündernd und brandschatzend durch den Ort. Nachdem 1644 Soldaten das Dorf erneut geplündert hatten, flohen die meisten Einwohner nach Groß Salze. Ihre Zahl hatte sich bereits im Mai 1636 durch die Pest um die Hälfte verringert. Nach Kriegsende belebte sich Welsleben durch die Rückkehr der Geflohenen und Zuzug von auswärtigen Familien, darunter ehemalige Offiziere, wieder. In den Jahren 1670 und 1671 erfolgten umfangreiche Umbauten an der Kirche, und 1677 wurde in Welsleben eine Mädchenschule eröffnet.
Während der napoleonischen Besatzung gehörte Welsleben von 1807 bis 1813 zum französischen Königreich Westphalen und unterstand dem Canton Schönebeck. Nach der Vertreibung Napoleons kam Welsleben 1816 in den preußischen Kreis Wanzleben. Bis zum Ende des 18. Jahrhunderts war Welsleben rein landwirtschaftlich geprägt, danach vollzog sich allmählich ein Strukturwandel. Bereits 1785 eröffnete Abraham Gansauge bei Welsleben die Braunkohlengrube Friederike, die 1791 Anlass zum Bau der Chaussee nach Magdeburg gab. Ihr folgte der Ausbau der Straße nach Schönebeck. Nachdem 1840 mit dem Bahnhof Schönebeck an der Bahnstrecke Magdeburg–Halle (Saale) eröffnet worden war und 1857 ein Bahnhof in Eickendorf an der Bahnstrecke Schönebeck–Staßfurt in Betrieb genommen worden war, gründete sich in Welsleben mit der Zuckerfabrik Fischer, Plümecke & Co. 1864 der erste Industriebetrieb. Am 1. November 1896 erhielt der Ort mit der Eröffnung der Bahnstrecke Schönebeck–Blumenberg einen eigenen Bahnhof. 
Im Jahr 1848 wütete in Welsleben eine Cholera-Epidemie. Im Kirchenbuch von Welsleben wird zwischen dem 30. September und dem 22. Oktober als Todesursache ausschließlich „Cholera“ angegeben. Mindestens 145 Einwohner, junge wie alte, halbe und ganze Familien fielen der Seuche zum Opfer.
Die Einwohnerzahl stieg von 1.128 im Jahre 1820 auf 1.986 1910.

### Ab dem 20. Jahrhundert
Im April 1945 beendeten amerikanische Truppenteile die 12-jährige Herrschaft des Nationalsozialismus in Welsleben. Nach anschließender kurzer britischer Besatzung kam Welsleben am 1. Juli 1945 unter den Herrschaftsbereich der Sowjetischen Besatzungszone. Diese mündete 1949 in die Deutsche Demokratische Republik (DDR). 1950 wurde Welsleben in den neu gebildeten Kreis Schönebeck eingegliedert. Mit der von der DDR in die Wege geleiteten Vergesellschaftung der Landwirtschaft, wurden die bis dahin privaten Bauernhöfe ab 1952 in eine Landwirtschaftliche Produktionsgenossenschaft (LPG) und in ein Volkseigenes Gut (VEG) überführt. In den 1960er Jahren arbeitete das VEG als staatliches Lehr- und Versuchsgut, bewirtschaftete 1.300 ha und hatte sich als Spezialbetrieb für Mähdruschfrüchte und für Bullenzucht profiliert. Ebenfalls in den 1960er Jahren machte sich Welsleben einen Namen als „Skidorf in der Börde“. Die Betriebssportgemeinschaft Traktor hatte 1959 am nahen Mühlberg eine 20 m hohe Sprungschanze errichtet, auf der bis zu ihrem Einsturz 1972 nationale Wettkämpfe stattfanden. An ihnen nahmen unter anderem die DDR-Ski-Größen Harry Glaß und Werner Lesser teil. 1964 hatte Welsleben 2.395 Einwohner. 1974 erhielt der Ort einen Schulneubau.
Nach der politischen Wende von 1989 wurde die Landwirtschaft wieder privatisiert. Einen Großteil der Flächen übernahmen die Landwirtschaftliche-Produktiv-Genossenschaft in Biere und für kurze Zeit die H & S-Agrar-GbR in Welsleben. Diese wurde später von kleineren Einzelwirtschaften abgelöst. 1999 wurde der Verkehr auf der Bahnstrecke Schönebeck–Blumenberg eingestellt und Welsleben verlor seinen direkten Bahnanschluss. Dagegen brachte der Bau der Bundesautobahn 14, die im selben Jahr nur 1,5 km von Welsleben entfernt eine Anschlussstelle erhielt, Verbesserungen für den Autoverkehr. Mit Wirkung zum 29. Dezember 2007 wurde Welsleben in die neu gebildete Einheitsgemeinde Bördeland eingemeindet. Im Jahr 2013 gab es im Ort 37 Gewerbebetriebe.

## Politik

### Ortschaftsrat
- CDU: 2
- BiW: 5

Der Ortschaftsrat von Welsleben besteht aus 7 Mitgliedern.
Vorsitzender ist Hans-Jürgen Korn (BiW) und Stellvertreter ist Ekkehard Horrmann (BiW).

### Wappen
Das Welsleber Wappen wurde von dem Osterweddinger Grafiker Willy Kluge entworfen und dem Ort am 24. Juni 1938 durch den Oberpräsidenten der Provinz Sachsen verliehen. Die offizielle Blasonierung lautet: „In Blau ein silberner Wels.“ Der Bezug auf den Wels geht auf eine Überlieferung zurück, nach der bei einem Hochwasser ein schwerer Wels von der Elbe bis nach Welsleben vordrang und so dem Ort den Namen gegeben haben soll.

## Sehenswürdigkeiten

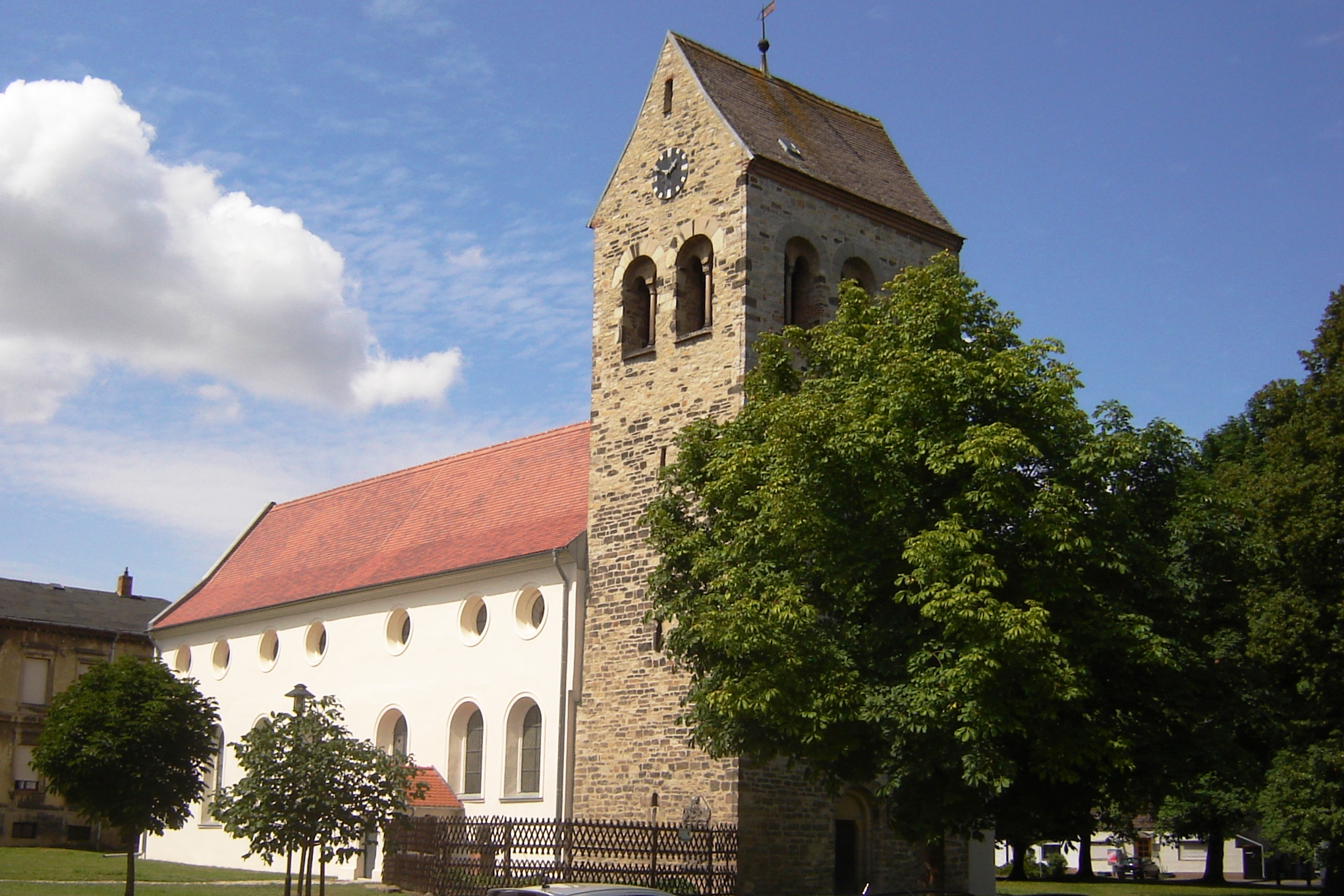
St.-Pankratius-Kirche (Südostansicht)

Die St.-Pankratius-Kirche stellt eine architektonische Besonderheit dar, denn ihr mittelalterlicher Turm befindet sich nicht wie üblich an der West-, sondern an der Ostseite des Kirchenschiffs.
Im Ort befindet sich eine 18 m lange Mauer, die im Stil von Friedensreich Hundertwasser unter Verwendung von 95 Prozent alter Materialien errichtet wurde.

## Verkehr
Durch Welsleben führt die Bundesstraße 246a, auf der man in östlicher Richtung nach 1,5 km die Anschlussstelle 7 (Schönebeck) der Bundesautobahn 14 erreicht. Westlich nerbindet die B 246a mit dem Nachbarort Bahrendorf. In Welsleben endet die Kreisstraße 1293, auf der man zu den südlich gelegenen Ortsteilen Biere und Eickendorf kommt. Welsleben lag an der Bahnstrecke Schönebeck–Blumenberg. Diese wurde 1999 stillgelegt. Der nächste Bahnhof befindet sich in Schönebeck an den Strecken Magdeburg–Leipzig sowie Schönebeck–Güsten. Der Flugplatz Magdeburg liegt 11 km entfernt.

## Persönlichkeiten
- Ernst Hartmann (* 21. Mai 1818 in Welsleben; † 26. Juni 1900 in Düsseldorf), Historienmaler und Illustrator
- Berthold Grosse (* 2. Juni 1863 in Welsleben; † 7. Oktober 1927 in Hamburg), Gewerkschafter, Präsident der Hamburgischen Bürgerschaft (1919–1921)
- Werner Kleine (* 4. September 1907 in Welsleben; † 27. Februar 2005 in Geauga County, Vereinigte Staaten), deutscher Ruderer
- Klaus Otto (* 1939 in Welsleben; † 1978), Jockey, mehrfacher Derbysieger beim „Großen Preis der Dreijährigen“
- Wilhelm Schröder (1900–1992), Gastwirt und Förderer des Wintersports in Welsleben. Mit seinem Freund Otto Reinsdorf errichtete er eine Skisprungschanze auf dem Mühlenberg und für die Wintersportler eine Skihütte in Friedrichsbrunn.